# Церковь Михаила Архангела (Чертовицы)
Церковь Михаила Архангела — православный храм Воронежской епархии. Расположена в селе Чертовицы Рамонского района Воронежской области.

## История
Архангельская церковь в старинном селе Чертовицком – является одной из старейших церквей Воронежского края. Церковь поставлена на высоком, крутом берегу реки Воронеж. Первое упоминание о селе и церкви относится к 1615 году в «Дозорной книге»:
...Село Чертовицкое на реке Воронеже за помещики, а в селе церковь во имя Михаила Архангела, теплая, с трапезою, древена, клетцки, а в церкви Божия Милосердия, образы и книги, и ризы, и сосуды церковные, и всякое церковное строенье мирского, да у тое ж церкви два колокола мирские, а у тое церкви во дворе поп Матвей Федотов, во дворе пономарь Архипко Иванов, пашни пахонные, церковные земли две четверти, да дикого поля 18 четвертей...
В Переписной книге за 1646 год упоминаются:
...поп Герасим, да просвирница Марьица, да на церковной земле два бобыльских двора...
В 1763 году на месте прежней деревянной церкви поставлена каменная церковь с колокольней. Храм был построен на пожертвования прихожан села и местных помещиков Михнева, Струкова, Тарарыкова, а также дворян Тулиновых. Среди дарителей церкви упомянут известный воронежский купец Иосиф Лукьянович Кряжов. В церкви Михаила Архангела было три престола: во имя Архистратига Михаила, святых Апостолов Петра и Павла, и святого Николая Чудотворца.
Архимандрит Димитрий писал:
...Михаило-Архангельская церковь с приделом св.ап. Петра и Павла. Эта церковь считается приписанной к Предтеченской церкви села Староживотинное...
При церкви имелась библиотека в 185 томов. В 1873 году была учреждена земская школа. По данным на 1900 год, церковь имела в своем владении 33 десятины пахотной чернозёмной земли и штат, состоящий из священника Алексея Васильевича Комаревского, дьякона Алексея Попова и псаломщика Митрофана Петровича Орлова. По данным Клировых ведомостей за 1911 год церковным старостой в Архангельской церкви состоял граф Дмитрий Иванович Толстой, занимавший эту должность с 1902 года.
В 1922 году под предлогом помощи голодающим крестьянам Поволжья из церкви было изъято серебра 24 фунта, конфискована богослужебная литература. В 1932 году храм был закрыт, выбиты окна и двери, с колокольни сброшены колокола, были выброшены на улицу книги, иконы. Некоторые из них жители разобрали по домам. С 1932 по 1966 годы здесь был склад зерна. Во время Великой Отечественной войны, немцы, бомбившие село, церковь не задели. Зимой 1942 года командующий 60-й армией Черняховский проводил в церкви слёт снайперов. Церковь хотели разобрать на кирпичи для возведения переправы советских войск, но, по каким-то причинам этого не произошло. С 1966 по 1996 годы храм находился в бесхозном состоянии: частично разрушился фундамент, остатки крыши поросли растительностью. В 1996 году инициаторами восстановления Архангельской церкви выступило возрождающееся воронежское казачество, была восстановлена колокольня, на пожертвования приобретены колокола. На крыше был обнаружен старинный крест. Его водрузили на положенное место в 1997 году в праздник Воздвижения. В начале 2000-х годов здание было отштукатурено, восстановлен декор церкви, отреставрированы приделы.

## Архитектура
Четверик, апсида и колокольня повторяют формы XVII века. Четверик увенчан восьмериком с шарообразной главой и кованым крестом. C южного и северного фасадов к четверику в XIV веке были пристроены приделы с алтарями в классическом стиле.

## Современный статус
Постановлением Совета Министров РСФСР № 624 от 04.12.1974 г. церковь Михаила Архангела селе Чертовицы является объектом культурного наследия федерального значения.

## Фотографии

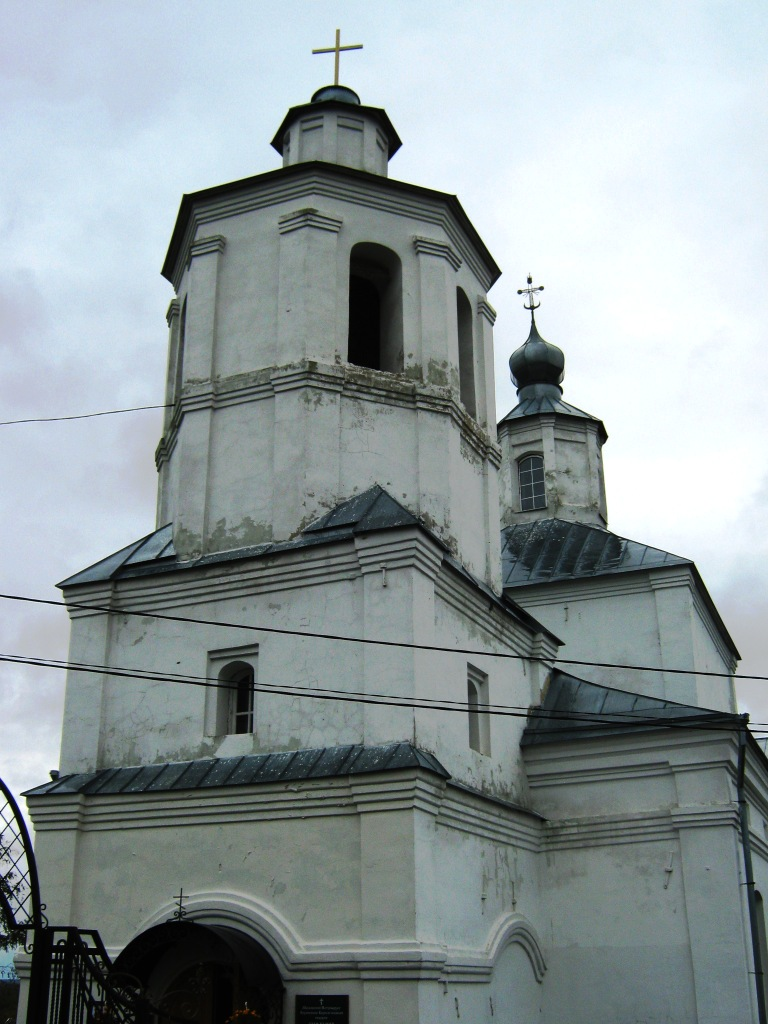
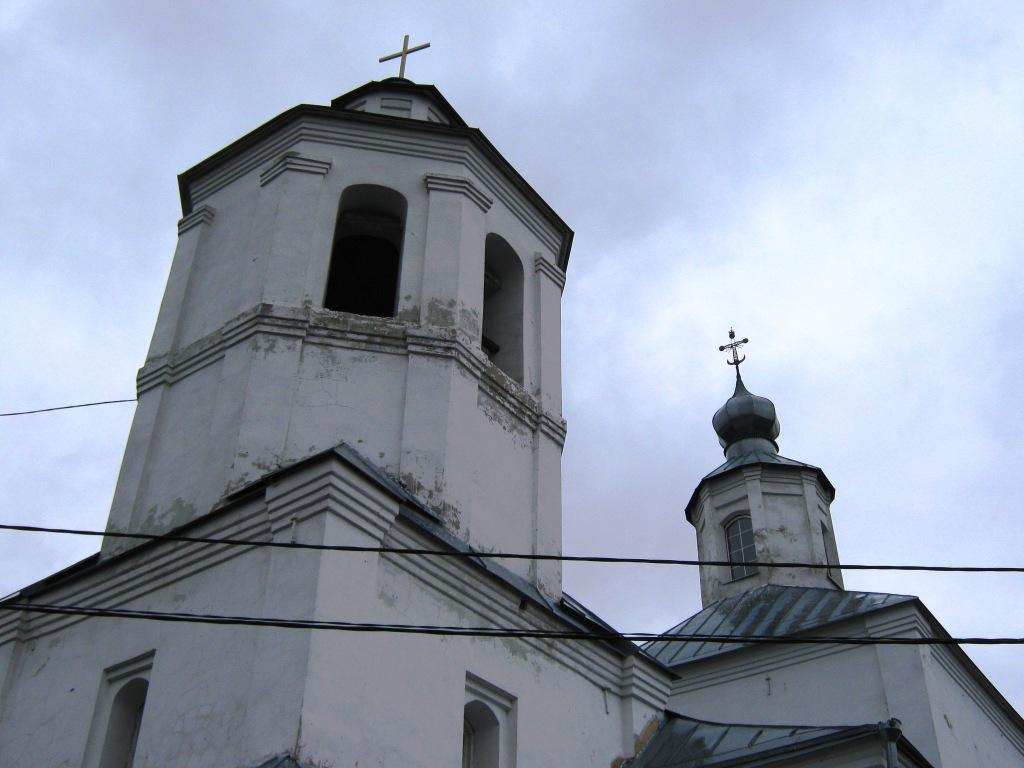
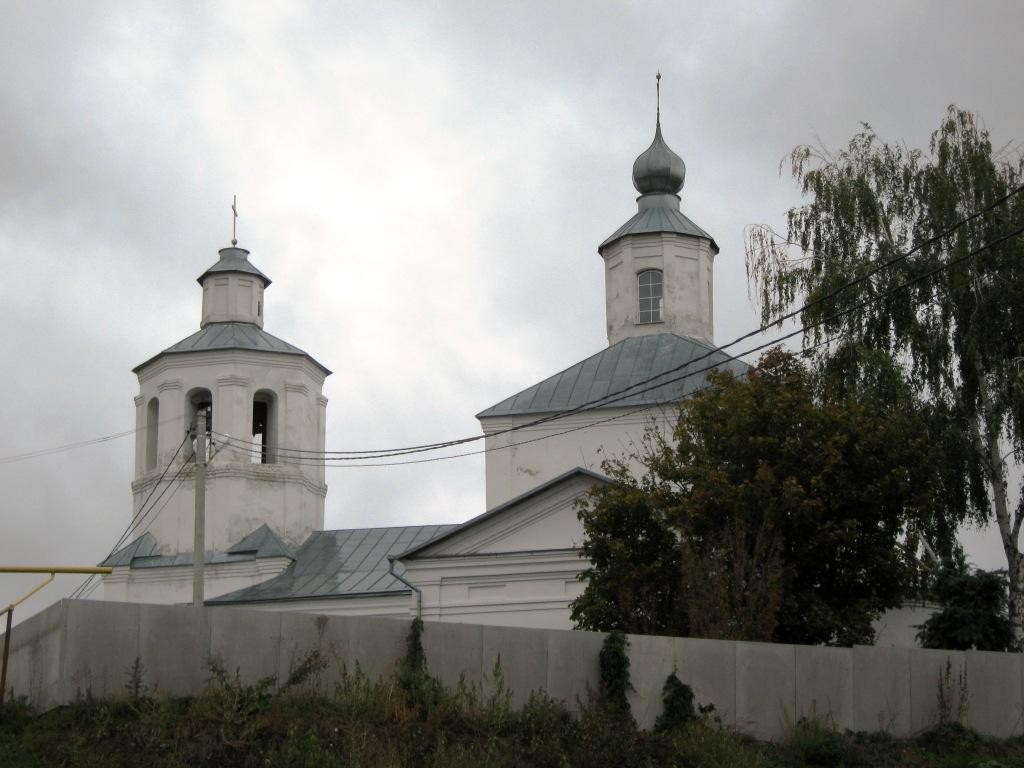